# The Melancholy of Haruhi Suzumiya
The Melancholy of Haruhi Suzumiya (涼宮ハルヒの憂鬱 Suzumiya Haruhi no Yūutsu?) este titlul anime-ului din 2006 despre o fată care, fără să știe, deține puterea de a schimba realitatea. Povestea este bazată pe o serie de romane, primul purtând același nume. Adaptarea anime, regizată de Tatsuya Ishihara și produsă de Kyoto Animation, urmărește acțiunea primului roman, prezentată în 6 episoade, iar alte 7 bazate pe acțiunea celui de-al doilea roman (The Sigh of Haruhi Suzumiya), al 3-lea (The Boredom of Haruhi Suzumiya), al 5-lea (The Rashness of Haruhi Suzumiya) și al 6-lea (The Disturbance of Haruhi Suzumiya). Al 9-lea episod, "Someday in the Rain", a fost o nouă poveste scrisă special pentru anime de Nagaru Tanigawa, autorul poveștilor. Al 14-lea episod al seriei a avut preimera în Japonia pe 2 aprilie 2006 și a fost difuzat până pe 2 iulie 2006. În mod excepțional, aceste episoade nu au fost difuzate în ordine cronologică. O redifuzare a seriei va începe în aprilie 2009.
Imediat după lansarea seriei, Kadokawa Shoten a primit o mulțime de oferte de la diferite companii pentru a licenția anime-ul, manga și romanele. Pe 22 decembrie 2006, site-ul web asosbrigade.com a dezvăluit că versiunea anime a The Melancholy of Haruhi Suzumiya a fost licențiată pentru America de Nord de Kadokawa Pictures USA, care a sublicențiat producția și distribuția către Bandai Entertainment. Seria conține 4 DVD-uri lansate în 2007 pe 29 mai, 3 iulie, 25 septembrie și 6 noiembrie.

## Adrese externe
- site-ul oficial The Melancholy of Haruhi Suzumiya  Arhivat în 18 decembrie 2015, la Wayback Machine. ja
- The Melancholy of Haruhi Suzumiya Kyoto Animation website Arhivat în 15 aprilie 2009, la Wayback Machine. ja
- Sosbrigade.com ja
- Asosbrigade.com Arhivat în 1 ianuarie 2007, la Wayback Machine. Official North American release website
- Official SOS Brigade Australian Division website
- The Haruhi Wiki